# Trebecco
Trebecco è una frazione del comune italiano di Alta Val Tidone, in provincia di Piacenza.

## Geografia fisica
Trebecco si trova in val Tidone, nell'Appennino ligure, a un'altitudine di 516 m s.l.m., sulla sponda destra del torrente Tidone.

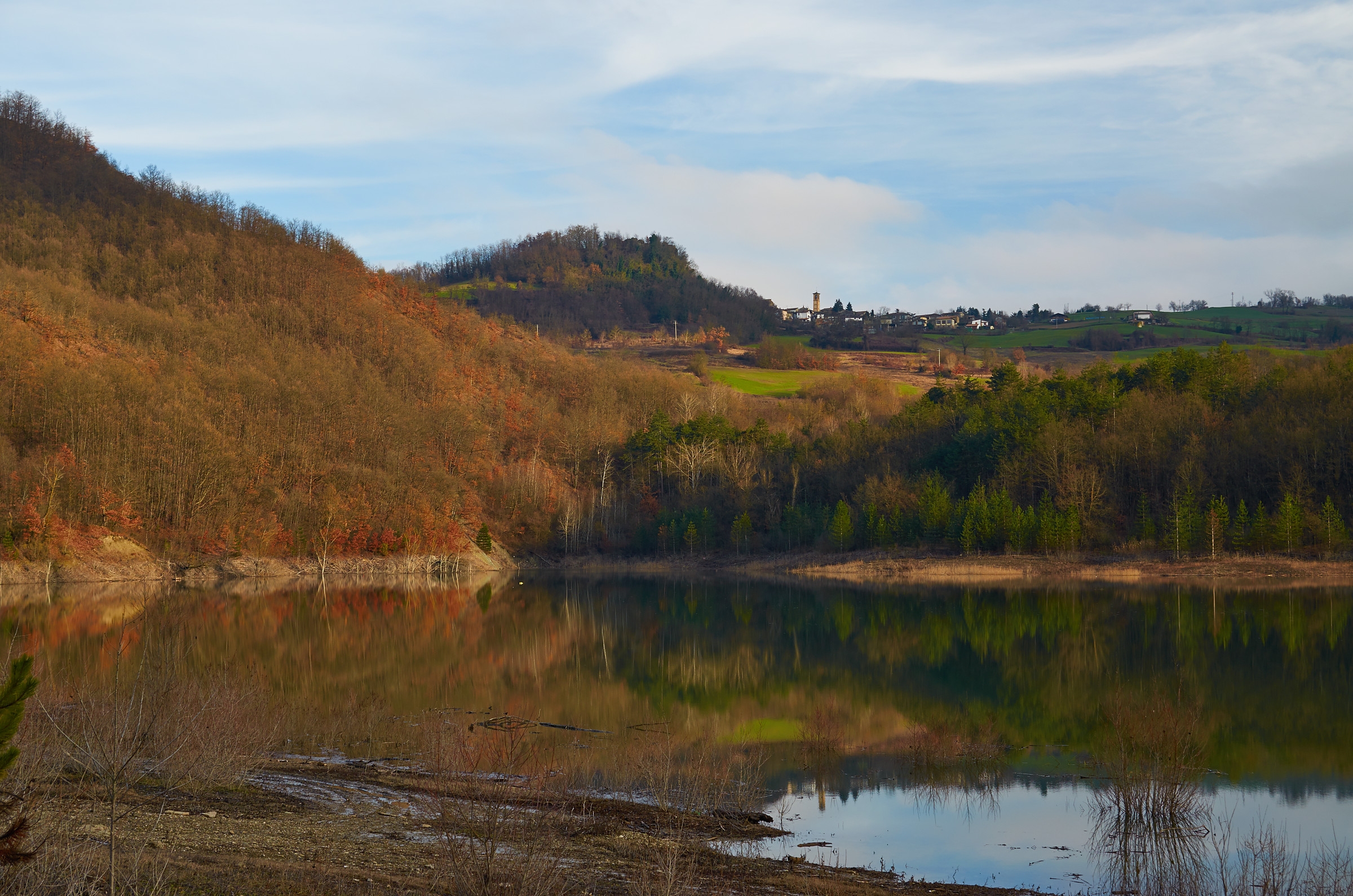
Trebecco e il monte Bissolo visti dal lago

Il centro abitato è situato sulla pendice sud-est del monte Bissolo su di un piccolo pianoro ubicato in posizione dominante rispetto alla vallata, sulla quale si gode di un'ampia visuale. La pendice opposta del monte, al contrario, si presenta quasi esclusivamente coperta da boschi, in una situazione di sostanziale naturalità.
Nelle vicinanze della frazione si trova il lago omonimo, nato a seguito della costruzione, tra il 1921 e il 1928, di una diga lungo il corso del torrente Tidone e che prende il nome dal paese in quanto, al momento della costruzione, esso ricadeva in buona parte all'interno del territorio comunale trebecchino.
Il paesaggio circostante è composto da un'alternanza tra superfici boscate, prati e pascoli dotati di alberature che si estendono a partire dal lago fino al limitare del centro abitato e del castello, posto in posizione sopraelevata rispetto al resto dell'abitato, sulla sommità del monte Bissolo.
Il centro abitato dista 95 km da Milano e 45 km da Piacenza e Pavia.

## Storia

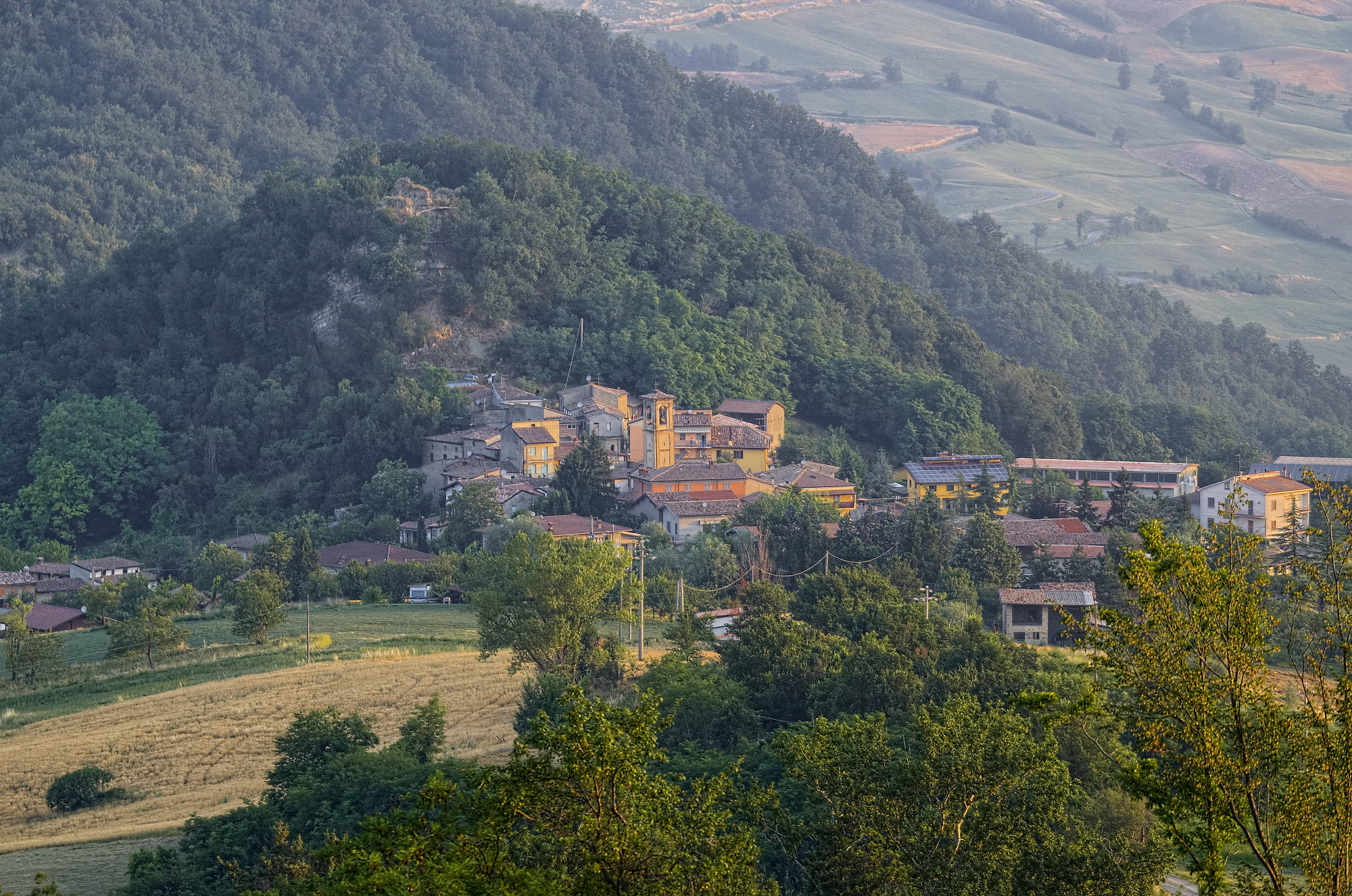
Panorama di Trebecco con i resti del castello posti sulla sommità del monte Bissolo

Il locale castello, risalente, probabilmente, al IX secolo e costruito sui resti di una struttura preesistente, venne citato per la prima volta in un diploma redatto dall'imperatore Ottone I il 27 luglio 971, nel quale il castello, menzionato come Castrum de Durobecho, così come tutti i fondi ad esso collegati, venivano confermati come di proprietà degli abati dell'abbazia di San Colombano di Bobbio, dalla quale, oltre al castello, dipendeva anche una cella monastica. Tuttavia, la veridicità di tale documento è stata contestata da alcuni storici che ne attribuiscono la realizzazione al XIII secolo.
Negli ultimi anni del X secolo il castello di Trebecco è, insieme a parecchi altri castelli dell'alta val Tidone, sottomesso a Bosone di Nibbiano, il quale riesce a prendere possesso di un'ampia zona di territorio precedentemente amministrata dall'abbazia bobbiese di San Colombano.
Il castello venne citato all'interno del testamento redatto da un diacono di nome Gherardo, nipote di Bosone, nel dicembre 1028, il quale dispone che il castello passi in eredità al marchese Ugo fu Oberto.
Nel 1149 un certo Rufino di Lazzarello sottomette al comune di Piacenza la parte in suo possesso dei diritti sugli abitati di Trebecco, Valverde e Montarsolo. Nel 1164 Trebecco viene indicato in un diploma di Federico Barbarossa, come soggetto alla giurisdizione pavese. Nel 1180 Trebecco, dove acquisisce importanza l'omonima famiglia, è sotto l'influenza del comune di Piacenza.
In quegli anni ricadevano nella sfera giurisdizionale trebecchina i borghi di Fontanazzo, Ronchi, Zerbeto di sotto, Zerbeto di sopra, Villa Pagliaro, Villa Agliata, Villa Chiericone, Villa Pagliara, Villa Gattoni, Villa Cabarato, Villa Casetta, Villa Brera.
Nel gennaio 1263 Trebecco e il suo castello, insieme ad altri 14 luoghi, alcuni di essi dotati di fortificazioni, vengono ceduti da parte del vescovo di Bobbio Alberto a Ubertino Landi per 6500 lire genovesi.
Nei secoli successivi il castello, il cui nome venne gradualmente volgarizzato nelle forme Durbecum, Trubecchi o Durbeco, fu conteso tra varie casate, anche in funzione della posizione strategica lungo il medio corso del torrente Tidone. Durante gli anni del dominio visconteo l'edificio fu conteso tra il vescovo di Bobbio e la nobile famiglia dei Malvicini Fontana, i quali se ne garantirono il possesso. L'11 agosto 1391 fu la famiglia Dal Verme che, ottenuta la relativa concessione da parte del duca di Milano, prese possesso del forte e dell'insediamento sottostante, in seguito parte dello stato Vermesco.
Nel 1487, a seguito della morte di Pietro Dal Verme, Trebecco, insieme a Ruino, venne concessa da parte del duca di Milano Ludovico Sforza a Bernardino Conti.
Nel 1593 il conte Marc'Aurelio Dal Verme, signore di Voghera e dell'intero stato Vermesco, dopo essere stato oggetto di macchinazioni spagnole finalizzate alla conquista del feudo in suo dominio decise di trasferirsi all'interno del castello di Trebecco, facendone la propria abitazione principale e rimanendovi fino al suo decesso, avvenuto nel 1601.
Come parte dell'Oltrepò Pavese, nel 1713 passò sotto il dominio austriaco, prima di diventare parte dello stato sabaudo a seguito del trattato di Worms, divenendo parte della provincia di Bobbio. Nel 1859, con l'annessione della Lombardia al regno di Sardegna, la provincia di Bobbio venne aggregata a quella di Pavia, che veniva ripristinata all'interno dei confini di quello che era stato il principato di Pavia.
Nel 1860 un cittadino trebecchino, il bracciante Giuseppe Secondo Vecchio, prese parte alla spedizione dei Mille, di professione bracciante, che venne, in seguito, incluso nel registro ufficiale dei componenti della spedizione; dell'effettivo ruolo avuto da Vecchio nella spedizione, tuttavia non si hanno informazioni.

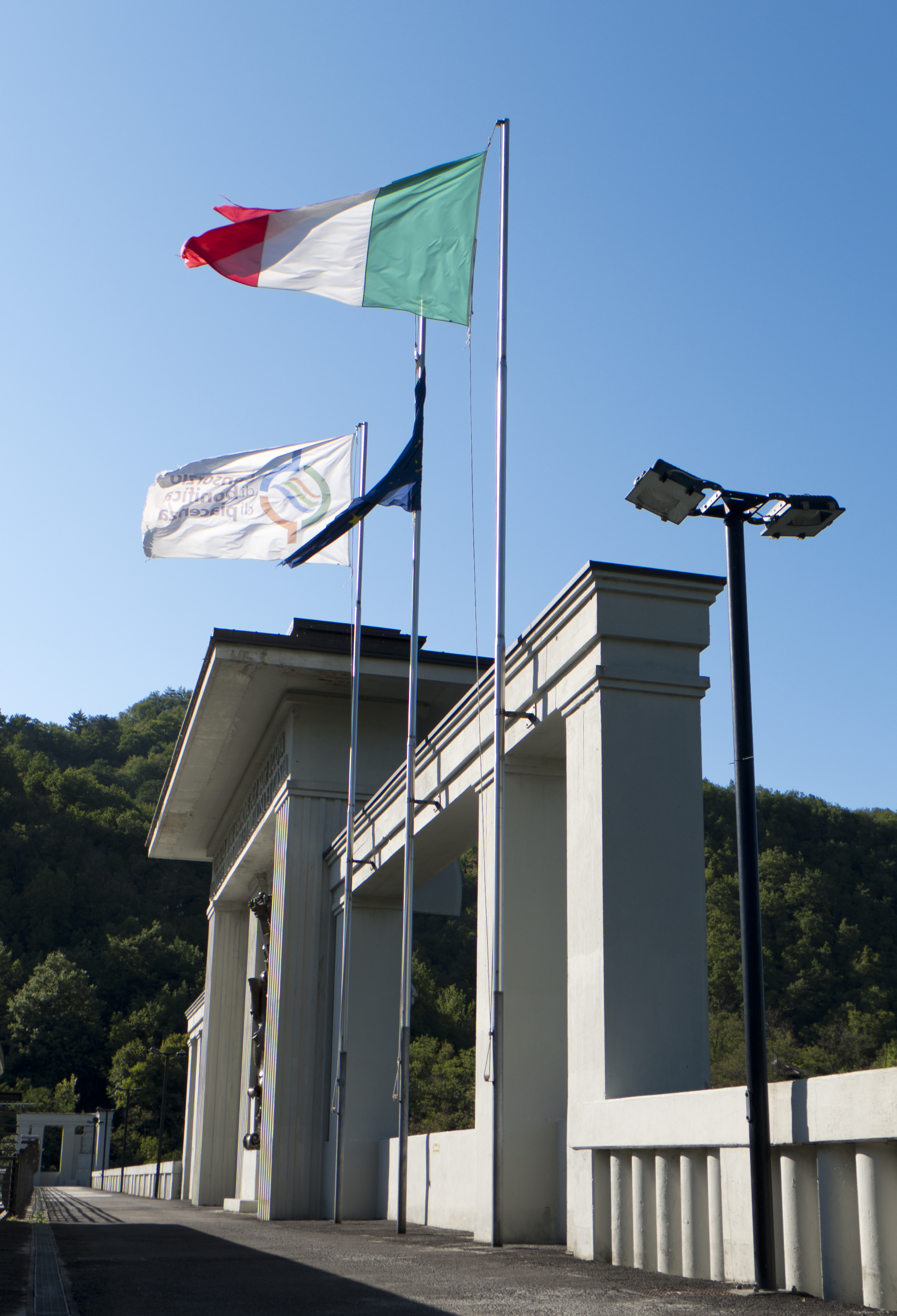
L'ingresso alla diga del Molato

Tra il 1921 e il 1928, dopo che nei primi decenni del secolo ne era stata più volte paventata l'edificazione, venne costruita su progetto dell'ingegnere Augusto Ballerio, lungo il corso del torrente Tidone, la diga del Molato, la quale diede origine al lago artificiale di Trebecco. L'infrastruttura venne inaugurata nel 1928 alla presenza del capo del governo Benito Mussolini.
Nel 1923, nell'ambito della soppressione del circondario di Bobbio, Trebecco, insieme ai comuni di Caminata, Ruino, Romagnese e Zavattarello venne scorporato dalla provincia di Pavia e assegnato alla provincia di Piacenza. Questa divisione comportò numerose proteste degli abitanti dei centri dell'alta valle, desiderosi di rimanere in provincia di Pavia. Le proteste culminarono nella marcia su Bobbio e nell'indizione di alcuni referendum che, tenutisi il 27 febbraio 1925, videro la vittoria della fazione che chiedeva il ritorno in provincia di Pavia. Nel 1926, in parziale accoglimento dei risultati dei referendum, i comuni di Romagnese, Ruino e Zavattarello vennero annessi alla provincia di Pavia, mentre Trebecco, così come Caminata, rimase parte della provincia di Piacenza.
Il mancato ritorno alla provincia di Pavia suscitò una reazione violenta nei cittadini di Trebecco che causarono la fuga del podestà, il quale riuscì a ritornare nel paese solo grazie alla scorta effettuata da parte dei carabinieri reali. In seguito a questo episodio, nel 1928, i comuni di Trebecco e Caminata vennero privati della loro autonomia, venendo aggregati al comune di Nibbiano con la motivazione di aver preso parte ad attività antifasciste. Dopo la seconda guerra mondiale, negli anni '50, gli abitanti di Trebecco tentarono, senza successo, di riottenere l'autonomia del loro comune; al contrario del comune di Caminata, il quale riuscì ad ottenere il distacco da Nibbiano nel 1950.
Nel 2018, con la costituzione, mediante fusione, del comune di Alta Val Tidone, Trebecco diventa frazione di quest'ultimo.

## Monumenti e luoghi d'interesse

### Architetture religiose

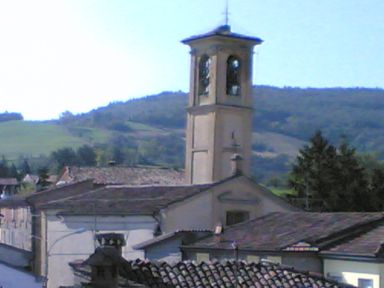
La parrocchiale di San Giacomo Apostolo

Chiesa di San Giacomo ApostoloRealizzata in sostituzione di un precedente edificio posto all'interno del castello, venne consacrata chiesa parrocchiale nel 1730, in precedenza, nella seconda parte del XVI secolo, era posta alle dipendenze della pieve di Ruino, per poi essere posta alle dipendenze della chiesa di Lazzarello nel 1609. L'edificio è posto in posizione centrale rispetto al centro abitato e presenta un piccolo sagrato accessibile tramite 5 gradini. La facciata è a capanna a singola cuspide e presenta lesene sui lati. Al centro di essa è presente il singolo portale che permette l'accesso all'interno, sopra al quale si trova una lunetta contenente un bassorilievo rappresentante san Giacomo. La lunetta è sorretta da due lesene. Al di sopra di ciò si trova una grande finestra di forma rettangolare, dotata di cornice e posta al di sotto di un frontone interrotto. I due fronti laterali posti, rispettivamente, alla destra e alla sinistra di portale, lunetta e finestra non presentano aperture e decorazioni. Sul lato destro del complesso sono addossati la canonica e la torre campanaria, quest'ultima, posta nei pressi del presbiterio, presenta una pianta quadrata ed è composta da tre ordini tra i quali si trovano a delimitarli delle cornici marcapiano. Sulla sommità è presente la cella campanaria, dotata di monofore a tutto sesto su tutti i lati e coperta da un tetto realizzato in coppi a quattro falde. All'interno l'edificio presenta una struttura ad aula con tre campate di forma quadrata dotate di volte a crociera. Le campate presentano lesene di ordine dorico sormontate da archi a sesto ribassato disposti trasversalmente ad esse. Sono presenti tre cappelle votive la cui facciata si apre sulla navata: esse sono caratterizzate da volta a botte e presentano una struttura rettangolare. Il presbiterio è collocato su di un piano più alto rispetto al resto dell'edificio, accessibile superando tre gradini in marmo e presenta una struttura di forma rettangolare con un'unica campata dotata di volta a botte.

### Architetture militari
Castello di TrebeccoEdificio costruito, con ogni probabilità, nel corso del IX secolo sui resti di una preesistente struttura militare, viene citato per la prima volta in documenti risalenti al X secolo. Sorto in una posizione strategicamente favorevole che permetteva di avere sotto controllo una buona parte della val Tidone, secondo il documento di testamento del diacono Gherardo redatto nel 1028, il castello era dotato di una torre, nonché di una chiesa situata al proprio interno. L'edificio, rimasto nelle proprietà della famiglia Dal Verme fino al XX secolo, nonostante sia stato oggetto di una dichiarazione di notevole interesse pubblico, versa in condizioni di assoluto degrado, amplificate dalla costruzione di edifici incongrui, come rimesse di lamiera, piccoli capannoni improvvisati ricoveri per attrezzi di lavoro sorti nelle sue vicinanze.

## Società

### Tradizioni e folclore
Questo paese fa parte del territorio culturalmente omogeneo delle quattro province (Alessandria, Genova, Pavia, Piacenza), caratterizzato da usi e costumi comuni e da un importante repertorio di musiche e balli molto antichi. Strumento principe di questa zona è il piffero appenninico che accompagnato dalla fisarmonica, e un tempo dalla müsa (cornamusa appenninica), guida le danze e anima le feste, in particolare la questua del calendimaggio, qui chiamato galina grisa.

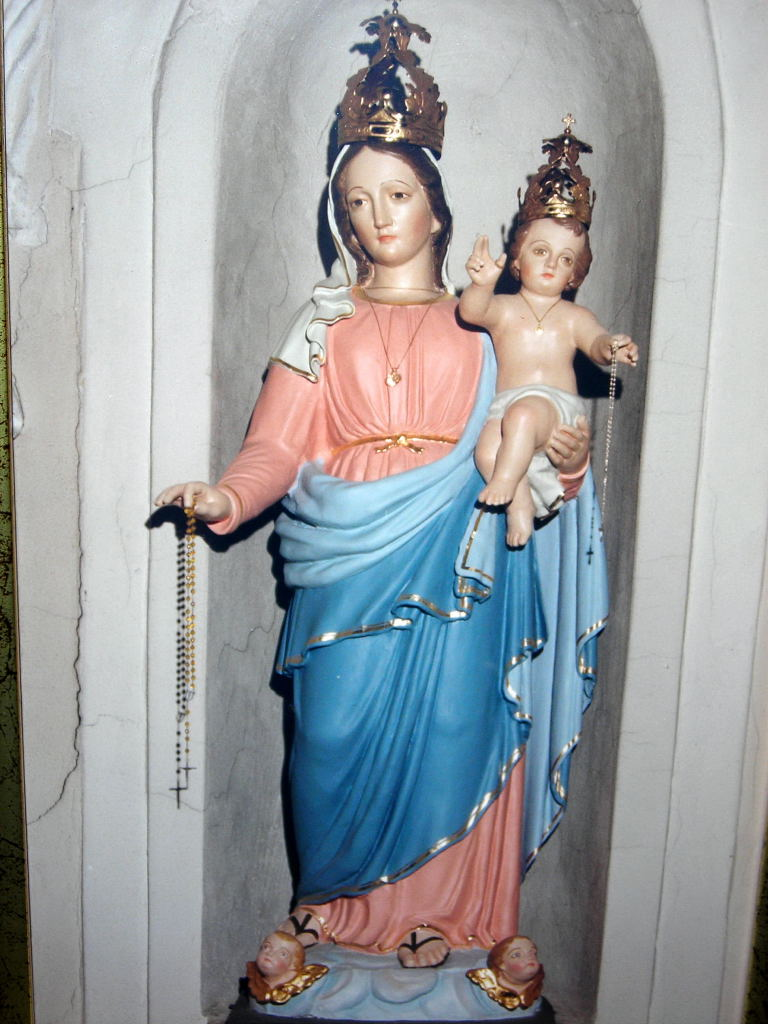
La statua raffigurante la Madonna del Colera

## Cultura

### Eventi
- Festa di carnevale, denominata "La polentata di Trebecco": tradizionale festa organizzata da centinaia d'anni la domenica antecedente alla prima domenica di Quaresima, nella quale veniva tradizionalmente consumato un pranzo a base di polenta.
- Festa patronale di San Giacomo Maggiore Apostolo, tenuta il 25 luglio, fu in origine voluta dalla famiglia Dal Verme negli ultimi anni del XIV secolo per festeggiare una vittoria militare ottenuta a Nizza. La festa prevede la celebrazione della Messa, la processione della statua lignea di San Giacomo per le strade del paese
- Festa della Madonna del Colera, tenuta la seconda domenica di settembre, trae le sue origini nel 1867, quando gli abitanti del borgo, rimasto pressoché immune da un'epidemia di colera scoppiata in alcune località vicine, decisero di organizzare una festa per ringraziare la Madonna del fatto, procedendo anche alla realizzazione di una statua lignea raffigurante la Madonna del Colera. Nel corso della festa viene svolta una processione nella quale la statua, solitamente conservata nella chiesa parrocchiale, viene portata in processione lungo le vie del paese[24].